# Mengjin
Der Stadtbezirk Mengjin (chinesisch 孟津区, Pinyin Mèngjīn Qū) ist ein Stadtbezirk in der chinesischen Provinz Henan, der zum Verwaltungsgebiet der bezirksfreien Stadt Luoyang gehört. Er liegt im Nordwesten der Provinz im Norden Luoyangs am Unterlauf des Gelben Flusses. Mengjin hat eine Fläche von 759 km² und zählt 440.000 Einwohner (2003). Sein Hauptort ist die Großgemeinde Chengguan (城关镇). Im März 2021 wurde der ehemalige Stadtbezirk Jili mit Mengjin zusammengeführt.

## Administrative Gliederung
Auf Gemeindeebene setzt sich der Kreis aus zehn Großgemeinden zusammen. 
Diese sind:
| - Chengguan (城关镇) - Huimeng (会盟镇) - Pingle (平乐镇) - Songzhuang (送庄镇) - Baihe (白鹤镇) | - Chaoyang (朝阳镇) - Xiaolangdi (小浪底镇) - Matun (麻屯镇) - Hengshui (横水镇) - Changdai (常袋镇) |